# Dolichopeza (Sinoropeza) paucisetosa
Dolichopeza (Sinoropeza) paucisetosa is een tweevleugelige uit de familie langpootmuggen (Tipulidae). De soort komt voor in het Oriëntaals gebied.